# Lonesome (pel·lícula de 1928)
Lonesome és una pel·lícula de comèdia dramàtica en part sonora estatunidenca del 1928 dirigida per Paul Fejos i protagonitzada per Barbara Kent i Glenn Tryon. Tot i que contenia algunes seqüències amb diàlegs audibles, la majoria de la pel·lícula tenia una partitura musical sincronitzada amb efectes de so amb intertítols en anglès. La pel·lícula es va estrenar tant en format so sobre disc com so sobre pel·lícula. La seva trama segueix dos residents de la classe treballadora de la Nova York durant un període de 24 hores, durant les quals es troben casualment a Coney Island durant el cap de setmana del Dia de la Independència cap de setmana i s'enamoren ràpidament l'un de l'altre. Va ser produïda i distribuïda per Universal Pictures.
El 2010, va ser seleccionat per a la conservació al National Film Registry dels Estats Units per la Biblioteca del Congrés dels Estats Units com a "important culturalment, històricament o estèticament". La pel·lícula es va estrenar en disc Blu-ray i DVD el 28 d'agost de 2012, com a part de The Criterion Collection.
Va ser refeta l'any 1935 com una comèdia anomenada The Affair of Susan.

## Argument
A la ciutat de Nova York, la Mary és una operadora telefònica que viu sola i es troba sola. Jim és un treballador de fàbrica que també viu sol i se sent desconnectat del món. Durant el cap de setmana del Dia de la Independència, tant la Mary com en Jim decideixen visitar Coney Island sols després d'acabar els seus torns de treball de mig dia de dissabte. Els dos pugen al mateix autobús, captant mútuament l'atenció de l'altre, i es tornen a trobar un cop arriben a la platja.
Després que els dos passen una estona junts a la platja, Mary s'adona que ha perdut l'anell de noces que portava. Jim l'ajuda a localitzar-lo, però està descoratjat perquè creu que està casada. La Mary el tranquil·litza després de trobar l'anell que només és l'anell de noces de la seva mare. Quan cau la nit, la Mary es lamenta que el seu dia junts hagi acabat, però Jim li assegura que no, i continuen passant temps junts al parc d'atraccions, visitant una clarivident i munten a les atraccions del parc. Els dos pugen a la muntanya russa Cyclone, però després que un dels cotxes s'estavella, es produeix un combat cos a cos entre els assistents al parc, durant el qual Mary i Jim se separen.
Només es coneixen el nom de l'altre i només tenen una petita foto l'un de l'altre, Jim i Mary estan desesperats per trobar-se. Jim intenta localitzar la Mary al parc, però una tempesta de pluja causa més complicacions, dispersant els centenars de visitants del parc. Un Jim derrotat surt de Coney Island amb tren, igual que Mary. Mary es retira al seu apartament, on comença a plorar i es colpeja les mans contra les parets desesperada. El soroll crida l'atenció de Jim, que el pot escoltar a través de l'altra paret; desconegut per a cap d'ells, els dos són veïns del seu edifici d'apartaments, però mai abans s'havien creuat. Jim obre la porta de l'apartament de la Mary i la veu davant del llit. Sorpresos, però exaltats, els dos s'abracen.

## Repartiment
- Barbara Kent com a Mary
- Glenn Tryon com a Jim
- Fay Holderness com a dona sobrevestida
- Gustav Partos com a cavaller romàntic
- Eddie Phillips com The Sport
- Andy Devine com l'amic de Jim
- Edgar Dearing com a policia (sense acreditar)
- Louise Emmons com a trucada telefònica (sense acreditar)
- Fred Esmelton com a Swami (sense acreditar)
- Jack Raymond com a Barker (sense acreditar)
- Churchill Ross com a trucador telefònic (sense acreditar)

## Música
La pel·lícula presentava una cançó temàtica titulada "Lonesome" amb música de Joseph Cherniavsky i lletra de Dave Dreyer i Herman Ruby.

## Producció
Lonesome, amb un esquema de tres pàgines, va ser originalment pensat per l'estudi per ser un curtmetratge, Fejös va adaptar l'esquema al llargmetratge.
Lonesome té pocs intertítols.
L'estudi va forçar, i Fejos no va dirigir, tres seqüències de diàlegs, amb diàlegs primitius i càmera estacionària, a la pel·lícula per a l'atracció comercial. El disseny de so inclou l'ús repetit d'Always d'Irving Berlin.
Lonesome es va publicar àmpliament en la versió sonora. La versió silenciosa es va veure principalment en cinemes que encara no s'havien convertit en sonors (per exemple, teatres de zones rurals que no podien permetre's la despesa de convertir-se en sonors). Algunes escenes de les impressions originals existents de la pel·lícula són acolorida amb plantilles (porpra). Quan ja estava llesta per al llançament general, Lonesome es va equipar amb una banda sonora sincronitzada, amb música, efectes de so i tres escenes de diàleg. L'estudi va promocionar la pel·lícula com a pel·lícula sonora.
La cinematografia inclou: efectes de superposició, edició experimental, càmera amb rodes, càmera itinerant, moviment ràpid, panalles dividides, treball amb models, pintures matte, fotografies a mà i rodets de carro.

## Recepció
Jonathan Rosenbaum va escriure: "...L'exquisida i poètica obra mestra de Paul Fejos de 1928 sobre l'amor i l'allunyament a la gran ciutat, mereix ser classificada amb The Crowd així com Sunrise, encara que no és tan coneguda com elles".
L'octubre de 1928, Mordaunt Hall va escriure que la pel·lícula "...suggereix una història d'O Henry sense la gran visió de la naturalesa humana d'aquest autor. És agradable i interessant, un alleujament en molts aspectes del tall i la fórmula d'imatge seca s'exposa amb tanta freqüència com a narrativa. Però hi ha una sèrie d'episodis en què la imaginació del Dr. Fejos sembla aturada".
Pat Kewley de PopMatters va escriure: "...la pel·lícula de 1928, rarament vista, del director Paul Fejös, Lonesome, una història d'amor urbà audaç i visualment espectacular de l'alba de l'era dels sonors, s'acosta el més a la realitat d’acord com és probable que hom pot trobar en aquests dies".
Cullen Gallagher de Not Coming to a Theater Near You va escriure: "Lonesome és una cançó de bressol de classe treballadora. En trobar la seva trama en les activitats quotidianes de la vida quotidiana, Lonesome recorda una versió narrativa de Berlin: Die Sinfonie der Großstadt, i també anticipa el prototip de docu-drama Gent en diumenge que manlleva significativamentla història de Fejos".

## Re-estrena
"La impressió original de nitrats va ser repatriada als EUA (George Eastman House) en un comerç que James Card va fer amb Henri Langlois a la Cinemateca Francesa".
El 2012, The Criterion Collection va llançar Lonesome en DVD i Blu-ray, amb les pel·lícules de Fejos de 1929 Broadway i The Last Performance com a contingut extra.